# Mathilde Ollivier
Mathilde Ollivier (Montparnasse, París; 20 de septiembre de 1994) es una actriz y modelo francesa, conocida por su papel en la película Overlord (2018).

## Primeros años
Ollivier nació y creció en Montparnasse, París. Estudió teatro y danza en el Conservatorio de París y el Cours Simon antes de ir a la Academia Internacional de Danza de París.

## Carrera

### Modelaje
Su carrera como modelo ha incluido aparecer en la edición de marzo de 2016 de Vogue, la edición de octubre de 2016 de Purple y la edición de abril de 2017 de Twin.

### Actuación
En el escenario francés, Ollivier ha aparecido en producciones de Dangerous Liaisons y Mistinguett. Ollivier interpretó a Chloe, una ciudadana francesa varada en una aldea ocupada por los nazis, en la película Overlord de J. J. Abrams del año 2018. Ha filmado Boss Level de 2019 con Mel Gibson y Naomi Watts. Fue elegida para Sister of the Groom con Alicia Silverstone en la cual el personaje de Silverstone intenta evitar que Ollivier se case con su hermano.
Ollivier produjo el documental Upright Women de 2018 sobre la difícil situación de las mujeres en Burkina Faso esclavizadas y obligadas a contraer matrimonio.

## Filmografía
| Cine | Cine                             | Cine       | Cine                   |
| Año  | Título                           | Rol        | Notas                  |
| ---- | -------------------------------- | ---------- | ---------------------- |
| 2016 | Walking Home                     | Her (Ella) | Cortometraje           |
| 2016 | The Misfortunes of François Jane | Charlotte  |                        |
| 2017 | La Sainte Famille                | Claire     |                        |
| 2018 | Upright Women                    |            | Productora; documental |
| 2018 | Overlord                         | Chloe      |                        |
| 2019 | A Call to Spy                    | Giselle    |                        |
| 2020 | Sister of the Groom              | Clemence   |                        |
| 2021 | Boss Level                       | Gabrielle  |                        |
| 2024 | El llanto                        | Marie      |                        |

| Televisión | Televisión | Televisión    | Televisión        |
| Año        | Título     | Rol           | Notas             |
| ---------- | ---------- | ------------- | ----------------- |
| 2022       | 1899       | Clémence      | Elenco principal  |
| TBA        | Offline    | Jocelyn Higgs | En pre-producción |